# Neuilly-Saint-Front
 Neuilly-Saint-Front  là một xã ở tỉnh Aisne, vùng Hauts-de-France thuộc miền bắc nước Pháp.